# 脇田修
脇田 修（わきた おさむ、1931年3月14日 - 2018年3月7日）は、日本の歴史学者。大阪大学名誉教授。元大阪歴史博物館館長。専門は日本近世史。

## 経歴
1931年、大阪府大阪市生まれ。大阪高等学校（旧制）から京都大学文学部国史学科に進み、1953年に卒業。卒業論文は「近世農村の構造変遷」であった。同大学大学院に進み、1958年博士課程に単位取得後満期退学した。
1962年、学位論文『近世封建社会の構造と展開』を京都大学に提出して文学博士の学位を取得。
1965年、龍谷大学講師に着任。1968年、大阪大学文学部助教授となり、1984年に教授昇進。1995年に大阪大学を定年退官し、名誉教授となった。2001から2014年まで大阪歴史博物館館長。
2018年3月7日午後3時25分、肺炎のため兵庫県神戸市の病院で死去。86歳没。

## 研究内容・業績
- 日本中世史ならびに近世史を専門とした。
- 織豊期研究においては、織田政権の領域支配を「一職支配」と位置づけ、織田政権では信長個人が知行宛行・安堵権や上級裁判権などの上級支配権を保持した存在で、領域支配において一国・郡単位で各地域に配置された柴田勝家ら家臣が吏務的代官として権限を与えられたものと評した。

## 家族・親族
- 妻：脇田晴子も歴史学者。
- 長男：脇田成は経済学者。
- 次男：脇田敬は洗足学園音楽大学教員、元大阪音楽大学教授[4][5]

## 著作
- 『近世封建社会の経済構造』御茶ノ水書房,1963年
- 『教養人の日本史(3) -戦国時代から江戸中期まで-』社会思想社現代教養文庫,1967年
- 『織田政権の基礎構造』東京大学出版会　1975年
- 『近世封建制成立史論』東京大学出版会　1977年
- 『元禄の社会』塙書房・塙選書　1980年
- 『近世大坂の町と人』人文書院　1986年  吉川弘文館、2015
- 『織田信長　中世最後の覇者』中公新書　1987年
- 『秀吉の経済感覚　経済を武器とした天下人』中公新書　1991年
- 『河原巻物の世界』東京大学出版会　1991年
- 『近世大坂の経済と文化』人文書院　1994年
- 『日本近世都市史の研究』東京大学出版会　1994年
- 『平野屋武兵衛、幕末の大坂を走る』角川選書　1995年
- 『部落史に考える』部落問題研究所　1996年
- 『大坂時代と秀吉』小学館ライブラリー　1999年
- 『近世身分制と被差別部落』部落問題研究所　2001年

### 共編著
- 『大阪の生産と交通』小林茂共著 毎日放送文化双書 1973
- 『平野含翠堂史料』梅渓昇共編著 清文堂出版 清文堂史料叢書 1973
- 『近世大坂地域の史的分析』編著 御茶の水書房 1980
- 『幕末維新大阪町人記録』中川すがね共編 清文堂出版 清文堂史料叢書 1994
- 『懐徳堂とその人びと』岸田知子共著 大阪大学出版会 1997
- 『近世の大坂 国際交流フォーラム』J.L.マクレイン共編 大阪大学出版会 2000
- 『物語京都の歴史 花の都の二千年』脇田晴子共著 中公新書 2008

### 論文
- <脇田修